# 2.º Troféu HQ Mix
O 2º Troféu HQ Mix foi realizado em 4 de abril de 1990 no Aeroanta, em São Paulo, premiando pessoas, editoras e obras ligadas às histórias em quadrinhos referentes a lançamentos de 1989. O evento foi apresentado por Serginho Groisman e teve show das Mulheres Negras. Os vencedores foram escolhidos através de cerca de 2 mil votos recolhidos em urnas instaladas em livrarias especializadas, além de votos da imprensa especializada em HQs e personalidades como Rita Lee, Pietro Maria Bardi, Alain Voss, Fernando Moraes, entre outros.

## Prêmios[2]
| Categoria                    | Vencedor |
| Acabamento gráfico           | Martins Fontes |
| Adaptação da TV para HQ      | Juba & Lula - uma aventura na Amazônia (Regis Rocha Moreira e Hector Gómez Alisio / editora Nova Fronteira)                                           |
| Álbum de clássico            | Príncipe Valente (Hal Foster / editora Ebal) |
| Álbum de ficção              | A Mulher Enigma (Enki Bilal / editora Martins Fontes)                                                                                                 |
| Álbum de humor               | Ed Mort em conexão nazista (Luis Fernando Veríssimo e Miguel Paiva / editora L&PM)                                                                    |
| Álbum de terror              | Dr. Jekil |
| Álbum erótico                | Necron (Magnus / editora L&PM) |
| Desenhista estrangeiro       | Dave Stevens |
| Desenhista nacional          | Luís Gustavo |
| Desenhista revelação         | Osvaldo Pavanelli |
| Edição especial              | Batman Ano Um (Frank Miller e David Mazzucchelli / editora Abril Jovem)                                                                               |
| Editor                       | Rogério de Campos |
| Editora do ano               | Abril Jovem |
| Exposição                    | Alain Voss (Museu da Imagem e do Som) |
| Fanzine                      | Saga (Ale Librandi Hy, Walter Junior e Marcelo Fernandes de Carvalho, editores)                                                                       |
| Grande contribuição          | O Menino Quadradinho (Ziraldo / editora Melhoramentos)                                                                                                |
| Grande mestre                | Rodolfo Zalla |
| Graphic novel estrangeira    | Rocketeer (Graphic Novel n° 12) (Dave Stevens / editora Abril)                                                                                        |
| Jornalista especializado     | André Forastieri |
| Livro teórico                | Ecad, cadê o meu? - uma bem humorada cartilha sobre o direito autoral na música popular (José Carlos Costa Netto e Paulo Caruso / editora Mil Folhas) |
| Maior tiragem                | Mônica (vários autores / editora Globo) |
| Minissérie estrangeira       | Orquídea Negra (Neil Gaiman e Dave McKean / editora Globo)                                                                                            |
| Personagem destaque          | Coringa |
| Ponto de vendas              | Livraria Muito Prazer (São Paulo) |
| Projeto gráfico              | Editora Martins Fontes |
| Revista de aventura e ficção | Aventura e Ficção (vários autores / editora Abril) |
| Revista de clássico          | Cripta do Terror |
| Revista de humor             | Los tres amigos (Chiclete Com Banana Especial n° 3) (Angeli, Glauco e Laerte / editora Circo)                                                         |
| Revista de terror            | Sandman (Neil Gaiman e vários desenhistas / editora Globo)                                                                                            |
| Revista independente         | Lôdo (Marcatti) |
| Revista infantil             | O Menino Maluquinho (Ziraldo / editora Abril) |
| Revista mix                  | Animal (vários autores / editora VHD Diffusion) |
| Roteirista estrangeiro       | Neil Gaiman |
| Roteirista nacional          | Laerte |
| Suplemento infantil          | O Globinho |
| Tira estrangeira             | Calvin e Haroldo (Bill Watterson) |
| Tira nacional                | Níquel Náusea (Fernando Gonsales) |
| Valorização da HQ            | O judaísmo para iniciantes (Charles Szlakmann / editora Brasiliense)                                                                                  |